# Pärllagunen
Pärllagunen (Laguna de Perlas) är en drygt 500 km2 stor sjö invid Karibiska havet i kommunen Laguna de Perlas i östra Nicaragua. 

## Geografi
Pärllagunen är utlopp för Río Kurinwás samt ett antal mindre floder. Sjön är separerad från havet med en 50 km lång och oftast smal halvö i norr samt en 10 km långsmal landtunga i söder. Utloppet till havet är en kilometer långt och 500 meter brett. Sjöns enda större ö är Hog Cay.Vid sjöns södra strand ligger kommunens huvudort med samma namn, och runt sjön finner man ett antal småorter: Haulouver, Ratipura, Awas, Kahkabila, Brown Bank, Santa Fé, San Vicente, Orinoco och Marshall Point. Dessa ligger alla på sjöns södra och västra stränder.

## Flora och fauna
Sjön har ett rikt fågelliv och många fiskar.